# Martins Ekwueme
Martins Ekwueme, né le 10 février 1985 à Aboh Mbaise, est un footballeur nigérian. Il est milieu de terrain au Zawisza Bydgoszcz.

## Carrière
- 2000 :  Agunze Okigwe
- 2000-2001 :  Jeziorak Iława
- 2001-2002 :  Polonia Varsovie
- 2002-2003 :  Sigma Olomouc
- 2003-2006 :  Wisła Cracovie
- 2006-2007 :  Polonia Varsovie
- 2007-2009 :  Legia Varsovie
- 2009-2010 :  Zagłębie Lubin (prêt)
- 2010-2011 :  Zagłębie Lubin
- 2011- :  Zawisza Bydgoszcz (prêt)

## Palmarès
- Vice-Champion de Pologne : 2009